# Flaws
"Flaws" é uma canção da banda britânica Bastille, incluída no álbum de estúdio Bad Blood. Foi gravada originalmente em 2011, e lançada para download digital no dia 4 de julho do mesmo ano. Foi relançada em duas ocasiões: 21 de outubro de 2012 e 3 de março de 2014.

## Trilha sonora
Download digital
1. "Flaws" – 3:37
2. "Durban Skies" – 4:11
3. "Flaws" – 4:29
4. "Flaws" – 3:45
5. "Flaws" (vídeo musical) – 3:41

## Paradas

### Paradas semanais
| Parada (2013)                                           | Pico de posição |
| ------------------------------------------------------- | --------------- |
| Bélgica (Ultratip Bubbling Under de Flandres)           | 7               |
| Canadá (Billboard Rock)                                 | 32              |
| Escócia (Scottish Singles Chart)                        | 22              |
| Reino Unido (UK Singles Chart)                          | 21              |
| Estados Unidos (Bubbling Under Hot 100 Singles)         | 22              |
| Estados Unidos (Billboard Hot Rock & Alternative Songs) | 14              |
| Estados Unidos (Billboard Rock Airplay)                 | 7               |
| Estados Unidos (Billboard Adult Alternative Songs)      | 16              |
| Estados Unidos (Billboard Alternative Airplay)          | 5               |
| Estados Unidos (Billboard Dance Club Songs)             | 24              |

### Paradas anuais
| Parada (2014)                    | Posição |
| -------------------------------- | ------- |
| US Hot Rock Songs (Billboard)    | 55      |
| US Rock Airplay (Billboard)      | 39      |
| US Alternative Songs (Billboard) | 28      |